# Mitsubishi Lancer Evolution
La Mitsubishi Lancer Evolution, nota anche come Lancer Evo o semplicemente Evo, è la versione sportiva della Mitsubishi Lancer prodotta dal 1992 al 2016 dalla Mitsubishi Motors Corporation. Ne sono state prodotte ben dieci versioni, e la designazione numerica è data da un numero romano. I modelli Evolution fino al V erano la base della vettura da rally con la quale Mitsubishi correva nel Gruppo A del mondiale rally vinto 4 volte dal 1996 al 1999. Proprio per adattarsi ai regolamenti vigenti, la versione da rally preparata dalla Ralliart, era basata sulla stradale, anche se in realtà la scocca era l'unica cosa che le accomunava.

## Il contesto

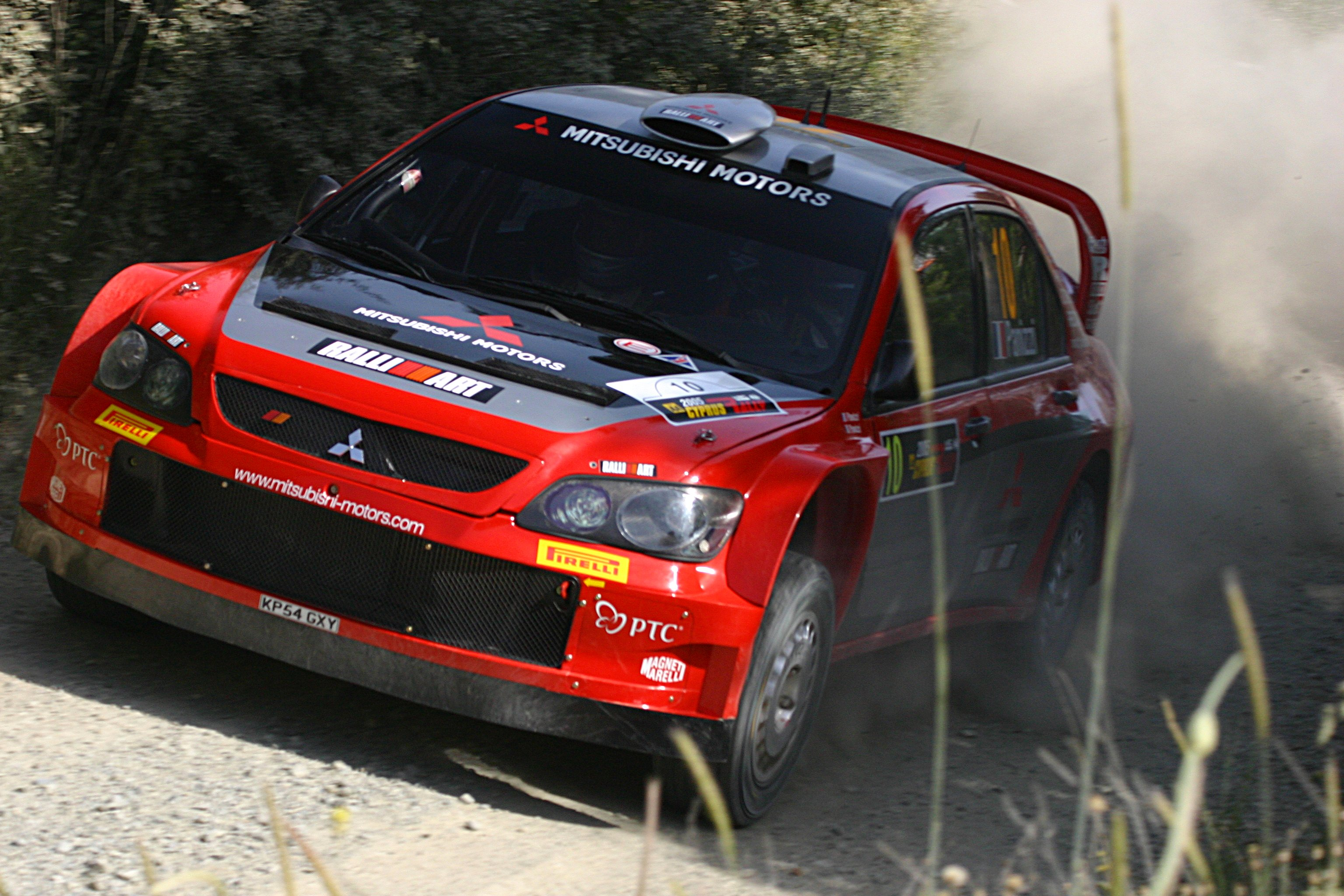
La Evolution WRC05 del 2005, ultima vettura ufficiale schierata dal costruttore giapponese nel mondiale rally

Originalmente, la Lancer Evolution doveva essere venduta solo per il mercato interno giapponese, solo successivamente (a partire dalle versioni V e VI) venne esportata nei mercati esteri europei,con denominazione rs2 anziché gsr  nelle  guida a sinistra, dato anche il buon numero di vetture che venivano importate da questi mercati. Con la Evo VIII il mercato della Lancer si espanse anche negli USA, dove poco tempo prima era giunta la rivale Impreza con la versione WRX STi.
Le Lancer Evolution furono decisamente competitive nel mondiale Rally, tanto da vincere 1 titolo Costruttori (1998) e 4 titoli piloti (1996-1999) pur schierando vetture totalmente di gruppo A e grazie anche alla destrezza al volante di Tommi Mäkinen. Dal 2001 sono state sostituite nel mondiale dalle versioni WRC chiamate rispettivamente WRC, WRC04 e WRC05, senza peraltro ottenere successi di rilievo. Tuttavia, la Lancer Evo gareggia ancora nei campionati Gruppo N nazionali e internazionali.

## Le serie

### Evolution I
La Lancer Evolution nacque nel 1992 per competere nel Mondiale Rally. Era dotata di un motore 4 cilindri in linea, con una cilindrata 2,0 litri, dotato di distribuzione a doppio albero a camme in testa, sovralimentato tramite turbocompressore, ed utilizzava la trazione 4x4 della Galant adattata al telaio della Lancer. Le versioni disponibili erano due: la GSR e la RS, che era la "prontocorsa", privata di ogni comfort per limitare al massimo il peso (inferiore di 70 kg rispetto alla più equipaggiata GSR). Il motore, denominato dalla Mitsubishi 4G63, esprimeva 250 CV e 309 N·m di coppia motrice. Assieme alla trazione 4x4, diventerà uno dei marchi di fabbrica del modello Evolution.
La prima Evolution fu venduta in circa 5.000 esemplari.

### Evolution II

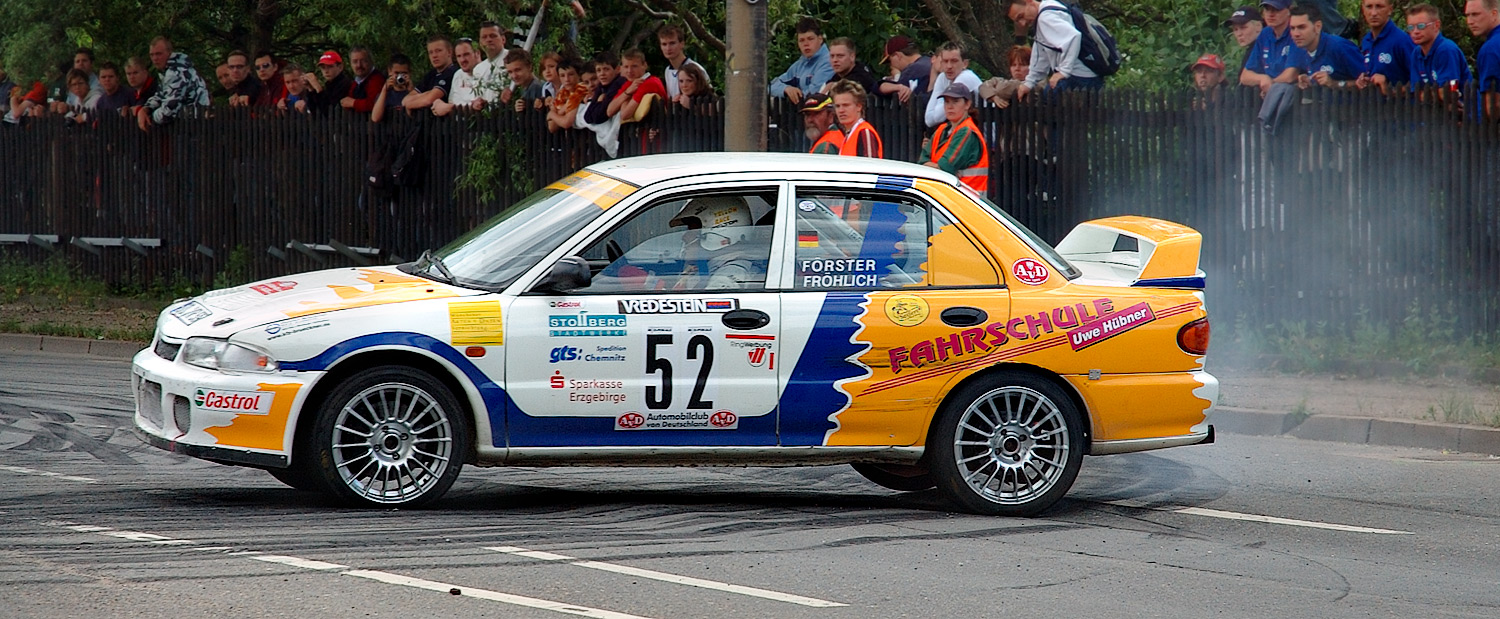
Una Evolution II da rally

Nel dicembre del 1993 venne presentata il modello successivo della Evolution, la II. Presentava decisi miglioramenti rispetto al precedente modello, come un minor peso e una maggior gestibilità della vettura. Anche il motore venne potenziato e portato a 260 CV, mentre la coppia di 309 N·m rimase invariata per entrambi i modelli GSR e RS.

### Evolution III

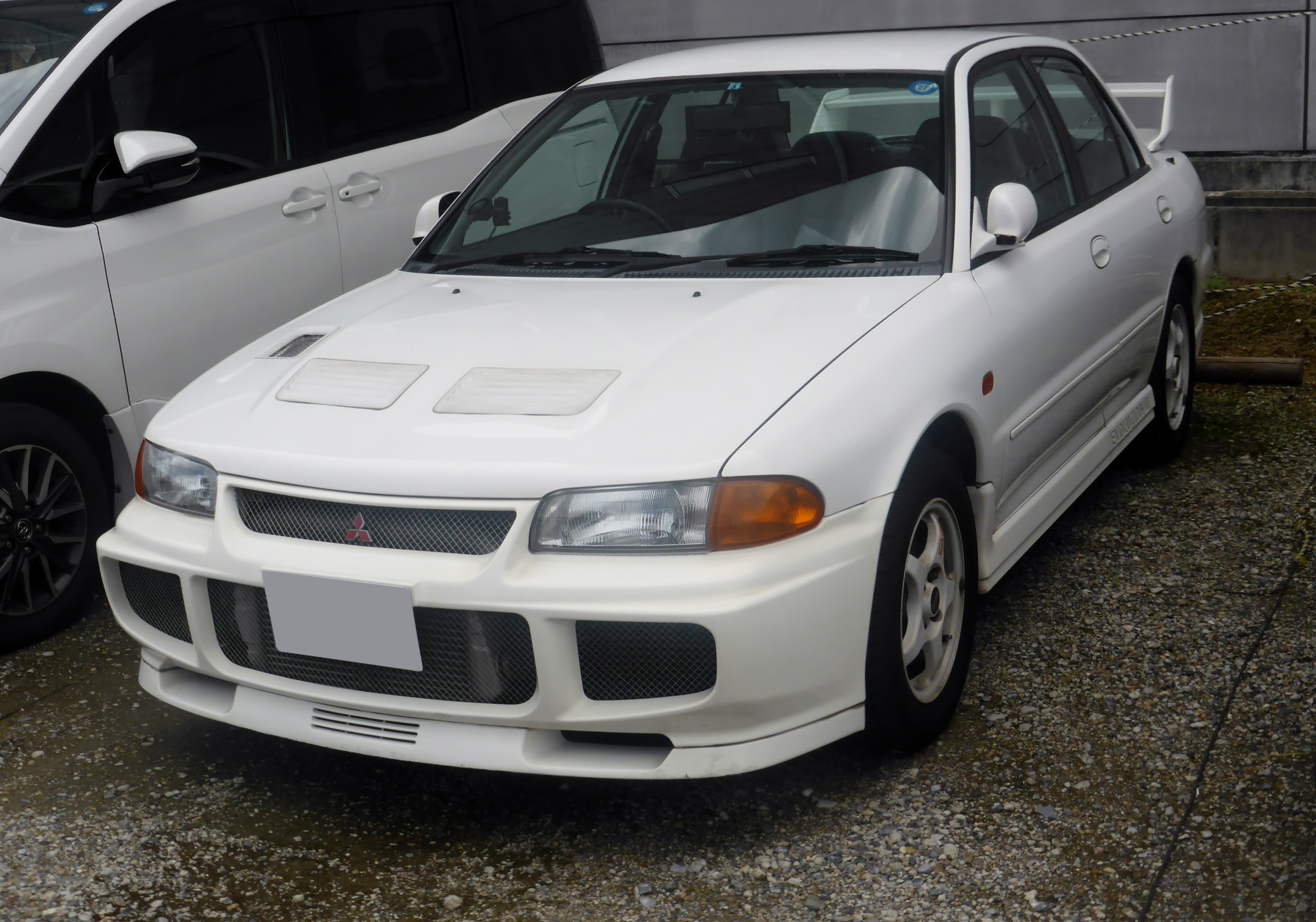
La Evolution III GSR

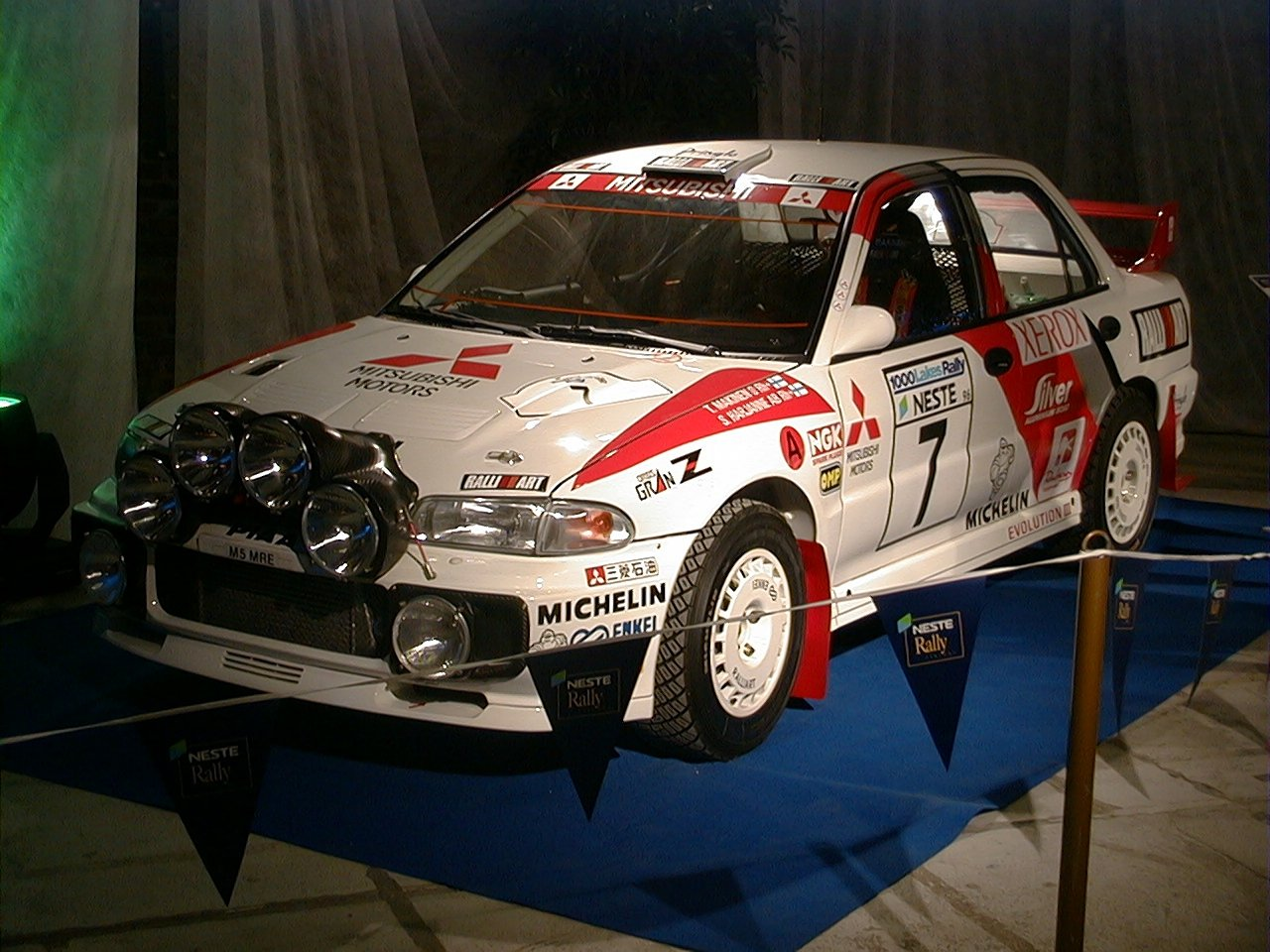
La Evo III da rally ufficiale del 1996

Poco più di un anno dopo, nel gennaio del 1995 venne presentata la terza generazione di Evolution. L'estetica era stata cambiata per un generale miglioramento dell'aerodinamica e per favorire il raffreddamento del motore turbo. Difatti, la presa d'aria dell'intercooler era stata aumentata di dimensioni, così come lo sfogo d'aria sul cofano per il raffreddamento del motore. Furono ridisegnate le minigonne laterali e posteriori, così come l'alettone posteriore che aumentò decisamente di dimensioni. Diversi miglioramenti al motore, nonché l'adozione di un diverso impianto di scarico permisero alla Evolution III di aumentare la potenza fino a 270 CV, mentre la coppia rimase ancora una volta invariata. Il cambio a 5 marce (presente sia nella GSR che nella RS) contava su un rapporto finale leggermente più lungo. Gli interni rimasero sostanzialmente invariati, solo la versione GSR presentava un nuovo volante disegnato dalla MOMO Design.
Il motore turbo garantiva alla Lancer Evolution III rilevanti prestazioni: 240 km/h di velocità massima e solo 4,9 s nell'accelerazione da 0–100 km/h.

### Evolution IV

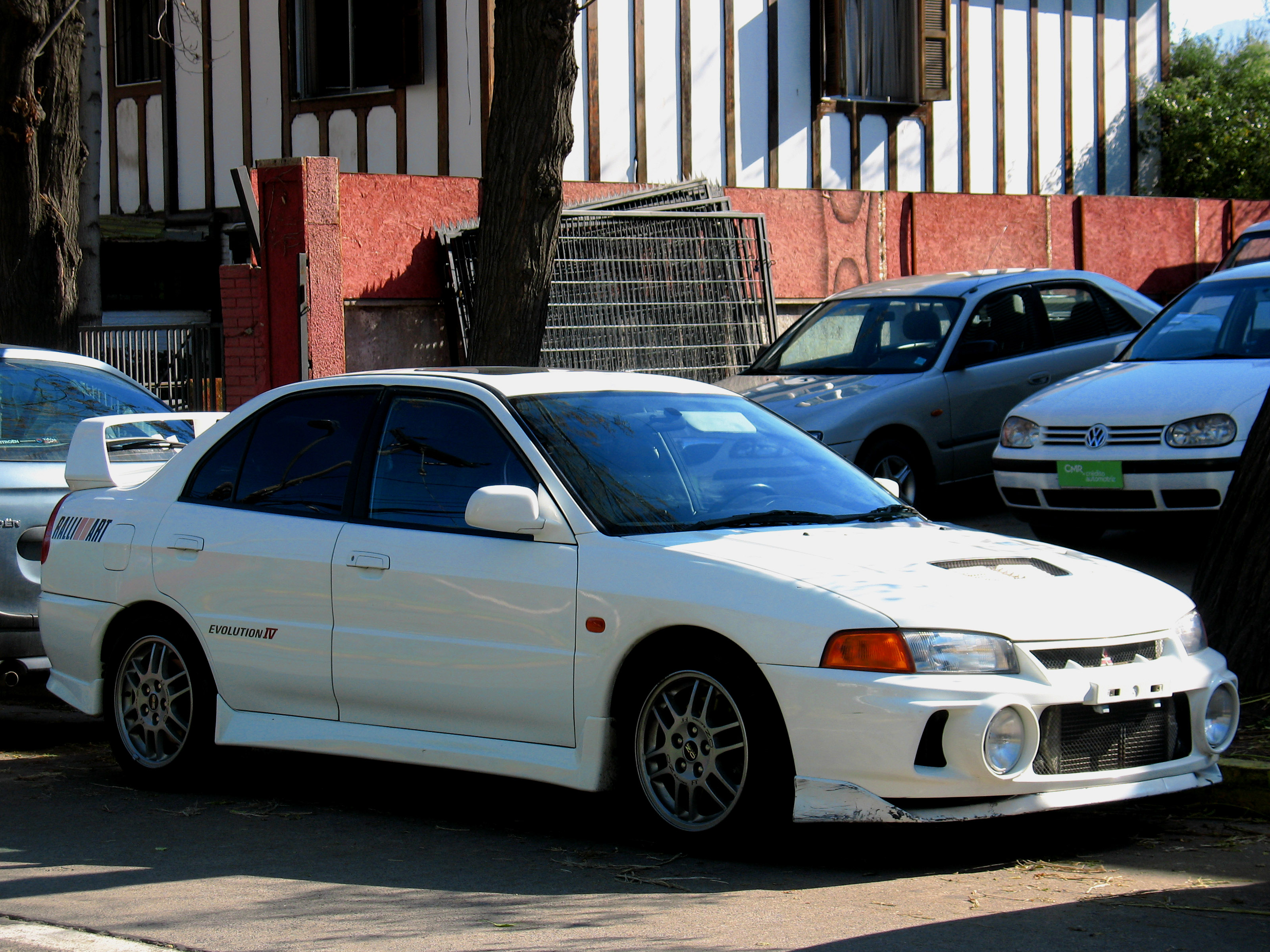
La Evolution IV

La piattaforma Lancer fu completamente rivista nel 1996, e insieme fu cambiata anche quella della Evolution, che intanto era diventata estremamente popolare in tutto il mondo delle corse. Il motore e il cambio furono ruotati di 180° per meglio bilanciare i pesi ed eliminare il ritorno di coppia al volante. Come al solito, vi erano due versioni, la GSR e la RS. La RS (come per le versioni precedenti) era la più portata per le corse, con un differenziale a scorrimento limitato all'anteriore e un differenziale a scorrimento limitato al posteriore. Gli stessi sedili e le ruote in lega d'acciaio da 16" erano strumenti che venivano rimpiazzati immediatamente da chi comprava la Evo per le corse. Naturalmente, sulla versione RS non era presente neanche l'aria condizionata. Invece, per migliorare le prestazioni, veniva fornita di barre di rinforzo interne per il telaio, una anteriore e una posteriore. Inoltre, come opzione, era possibile sostituire alcuni pannelli della scocca e i vetri con materiale più sottile e leggero.
Sia la GSR che la RS possedevano un motore turbo con compressione di tipo twinscroll: questa modifica ha permesso alle due Evolution di aumentare la potenza fino a 280 CV a 6.500 giri/min, con una coppia di 352 N·m a 3.000 giri/min. Era presente, solo sulla GSR e come optional, il nuovo AYC (Active Yaw Control, Controllo Attivo dell'Imbardata), che permette, grazie a dei sensori posti sulle ruote, di migliorare la risposta della coppia e, di conseguenza, l'angolo di sterzo. Grazie a tutti questi affinamenti, non fu una sorpresa che le Evo prodotte, circa 10.000, vennero rapidamente vendute.
La Evo IV era riconoscibile per i grandi fendinebbia posti sul paraurti anteriore, nonché per un diverso disegno dei fari posteriori, disegno che rimarrà invariato fino all'arrivo della Evolution VII.
A causa dell'aumento di dimensioni, il peso della vettura aumentò di poco, soprattutto nella versione GSR, dato che era la più equipaggiata. La RS arrivò a pesare 1.260 kg, la GSR 1.340 kg.
Nel 1997 la Evolution IV partecipò al WRC pilotata da Richard Burns e Tommy Makinen. Si classificarono rispettivamente 7° e 1° alla fine del campionato.

### Evolution V

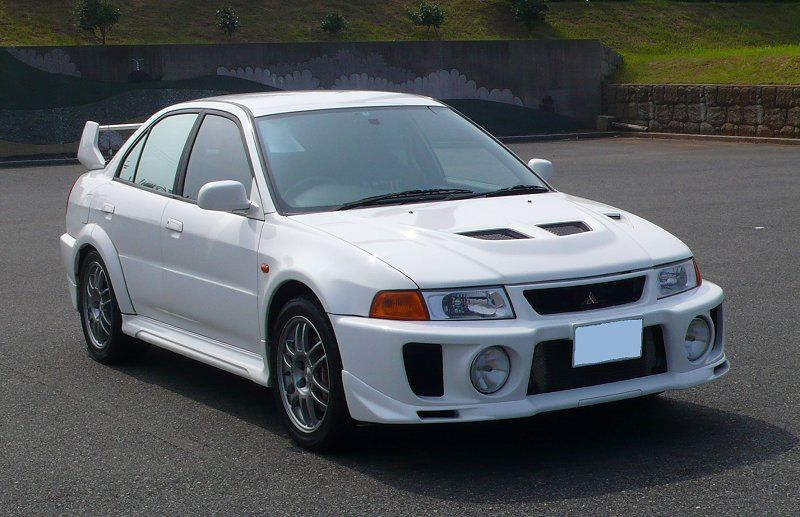
La Evolution V

Nel 1997, la FIA creò un nuovo regolamento per le vetture del Gruppo A, creando le World Rally Car, che avevano molto meno in comune con le vetture di serie rispetto alle precedenti. Mitsubishi ridisegnò la Lancer con in mente questo nuovo regolamento e presentò la Evolution V nel gennaio del 1998.
Molti aspetti furono cambiati: nella versione GSR, i sedili Recaro furono ristilizzati, mentre all'esterno la scocca prevedeva un nuovo alettone posteriore in alluminio che favoriva il contenimento dei pesi. L'alettone era inoltre modificabile e adattabile alle diverse condizioni in cui la macchina si sarebbe trovata a gareggiare. Furono rivisti anche i cerchi delle ruote, che aumentarono di dimensioni (da 16 a 17") per poter contenere i nuovi freni della Brembo più potenti e con un diametro maggiore (disponevano inoltre di cilindretti maggiorati di 0,3 mm). Il motore fu rinforzato in precise aree, anche la durata della camme fu aumentata.
La pressione del turbo fu ancora aumentata, ma questa volta ad aumentare fu la coppia, che passò a 373 N·m allo stesso regime precedente di 3.000 giri/min. La potenza rimase ufficialmente invariata in virtù dell'accordo siglato tra le case giapponesi che prevedeva il limite massimo di potenza a 280 CV (276 hp), limite a cui si attenevano vetture come la Subaru Impreza o la Nissan Skyline GT-R.
La versione rs vantava il classico allestimento atto a contenere la massa complessiva.

### Evolution VI

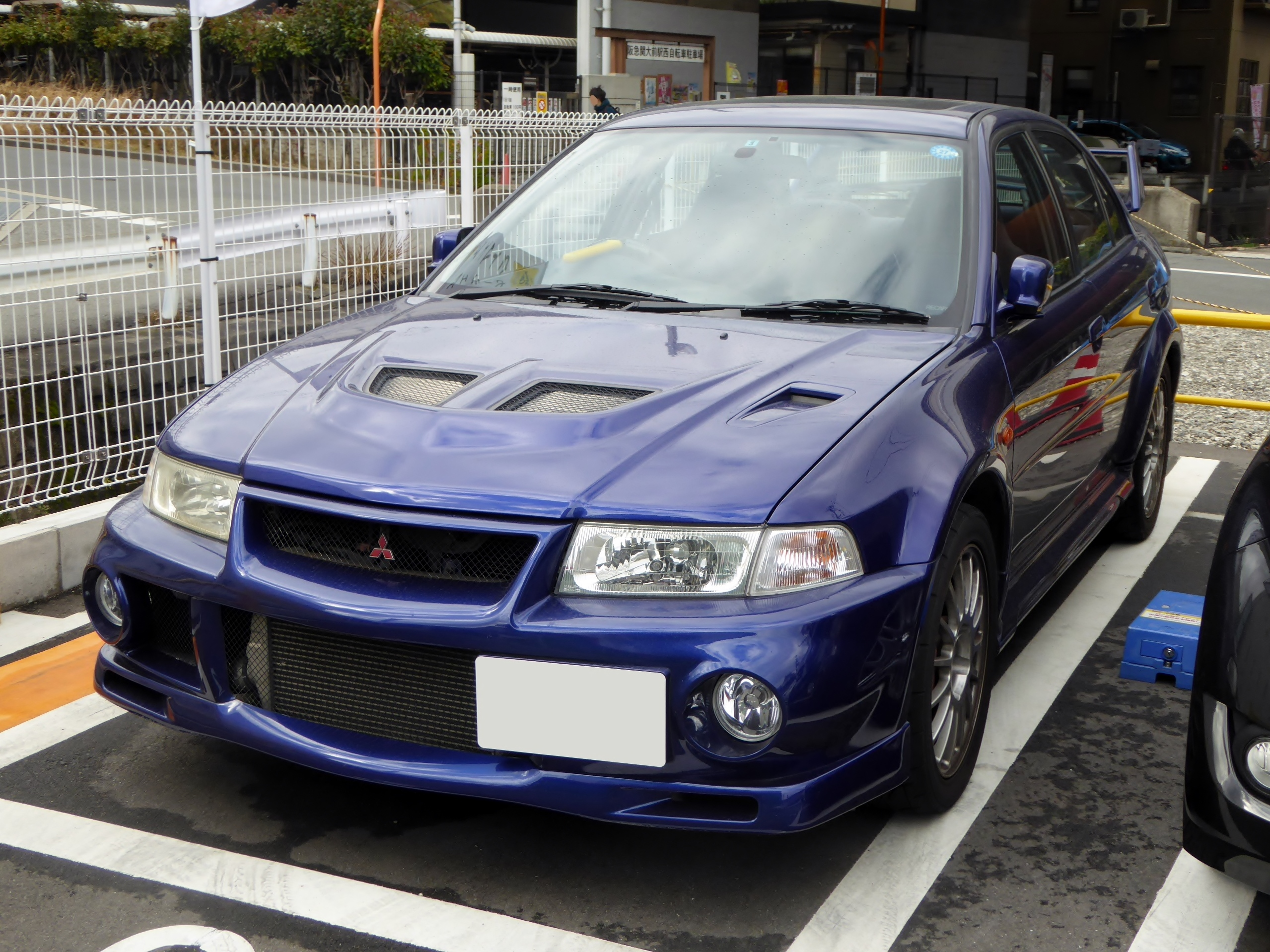
La Evolution VI

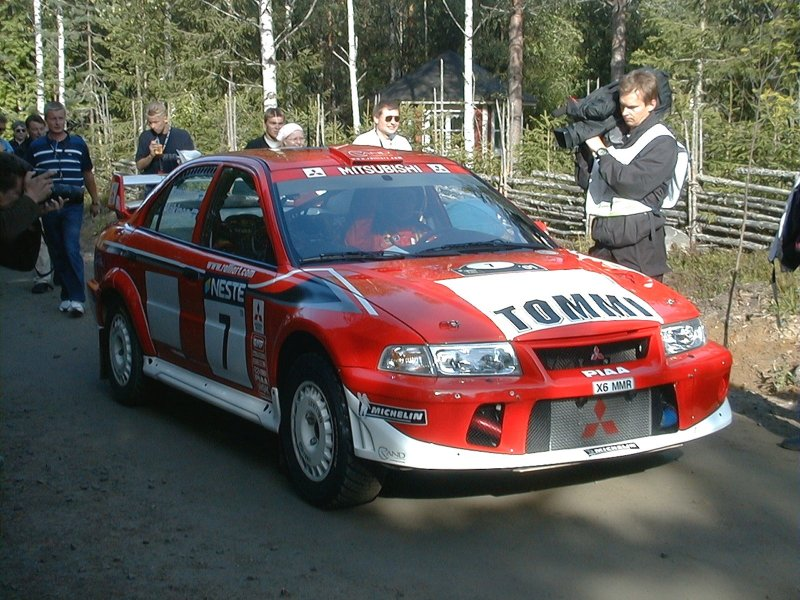
La Evolution 6.5 ufficiale da rally

Nella Evo VI, i maggiori cambiamenti furono apportati al raffreddamento e alla longevità del motore. Ricevette un intercooler di maggiori dimensioni, un dispositivo di raffreddamento dell'olio più grande e dei nuovi pistoni. Nella RS per la prima volta in una macchina di grande serie, il turbocompressore era costituito di una lega di titanio e alluminio. Anche l'estetica esterna fu variata leggermente: i grandi fendinebbia della Evo V furono ridotti di dimensioni e spostati più all'esterno per aumentare la bocca dell'intercooler. Ai due già esistenti, fu affiancato un nuovo modello, l'RS2, che altro non era un RS con qualche optional della GSR.
Con la Evo VI vi furono diverse edizioni limitate: la RS Sprint, che era potenziata da Ralliart per il mercato Inglese, che si caratterizzava per un minor peso e una maggiore potenza (salita da 280 a 330 CV) e la conosciuta Lancer Evo VI Tommi Makinen Edition (T.M.E), che fu costruita nel 1999 in onore del pilota finlandese Tommi Makinen, e per festeggiare l'avvenuta conquista del quarto titolo piloti rally consecutivo. Era caratterizzata da un diverso paraurti anteriori, sedili Recaro neri e rossi con il logo Tommi Makinen impresso, cerchi da 17" bianchi dedicati da Enkei, un volante della Momo in pelle, un turbocompressore in titanio che permetteva una salita di giri più veloce. Diverse erano anche la taratura delle sospensioni e il materiale in cui erano costruite, queste erano definite "Tarmac". Cambiava anche il gruppo differenziali che erano più simili a quelli presenti sulla Evo 7. Il colore era il rosso con diverse livree poste sulla fiancata, ma si trovano anche Evo 6 T.M.E. di altri colori come nero o grigio. A causa delle diverse specifiche tecniche, questa Evo era anche chiamata Evo 6.5.
Disponibile anch'essa in versione rs solo in colore scothia white w83 presentava un differente spessore delle lamiere, un diverso allestimento degli interni  come sedili recaro poco avvolgenti niente air bags o climatizzatore, volante dedicato, no chiusura centralizzata, maniglie porte esterne in plastica non in tinta carrozzeria, abbassandone così la massa complessiva rispondendo al motto del Flyer pubblicitario  'minimum frills maximum thrills' ovvero pochi fronzoli massime emozioni. Importata in europa in un numero limitato di esemplari è oggetto oggi di desiderio tra i collezionisti.

### Evolution VII

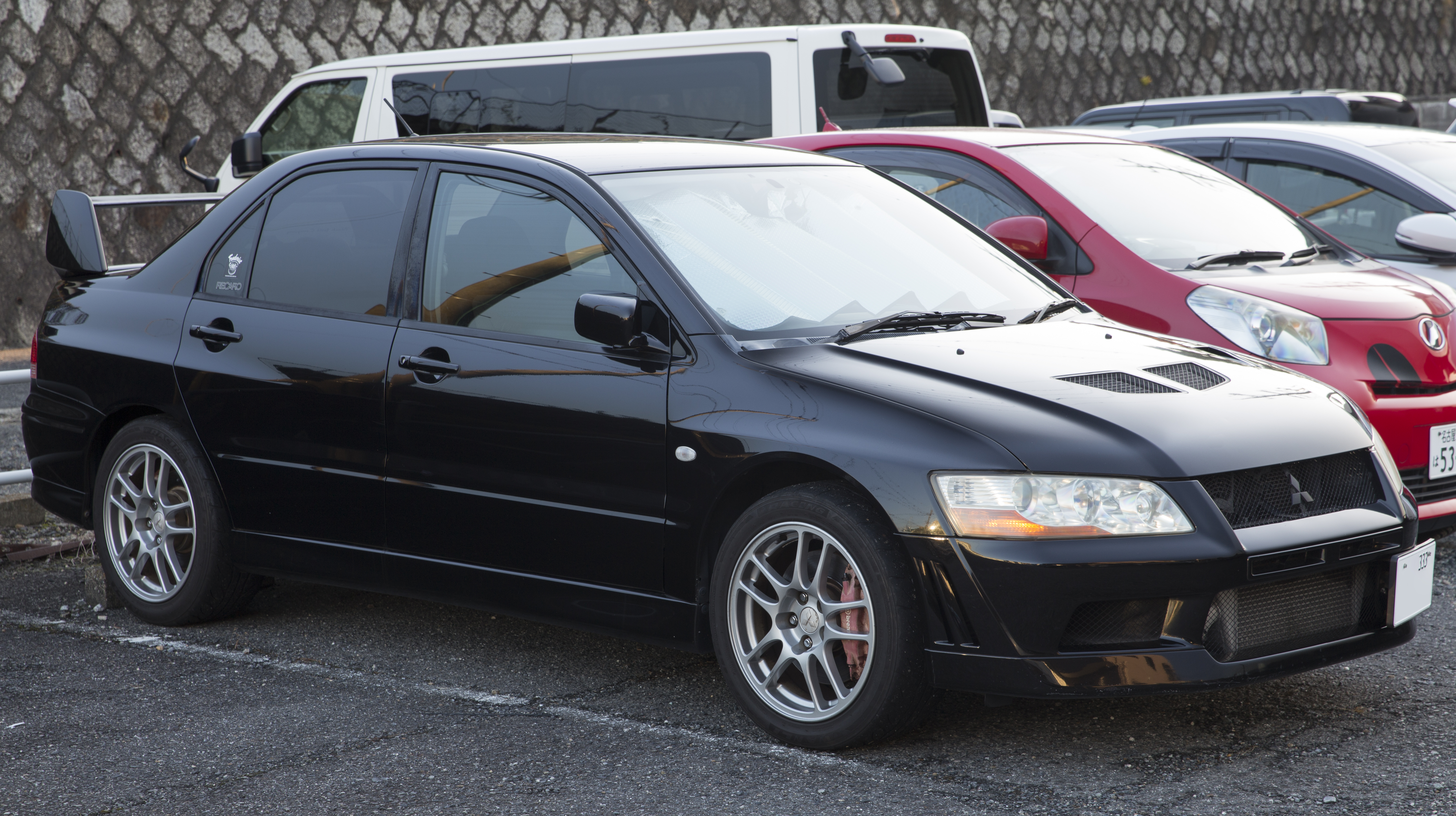
Evolution VII

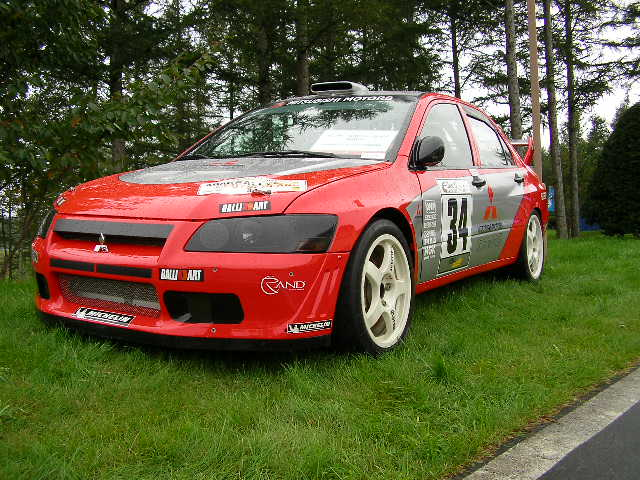
La Evolution WRC Evo2 ufficiale da rally del 2003, su base Evo VII

Per poter continuare a gareggiare nel WRC, la Mitsubishi nel 2001 fu costretta a seguire le regole di omologazione WRC e non più del Gruppo A. MMC decise di utilizzare il pianale della Lancer Cedia, più grande rispetto al precedente. Questo causò ovviamente un aumento di peso e una maggior rigidità del telaio. Il più grande cambiamento fu però l'adozione di un differenziale centrale attivo elettronico (ACD) selezionabile dal cruscotto nelle modalità tarmac, gravel, snow (asfalto, sterrato, neve) e un più efficiente differenziale a scorrimento limitato, mentre all'anteriore fu adottato un differenziale elicoidale. Era presente l'AYC al differenziale posteriore in alcune versioni (Active Yaw Control, controllo attivo dell'imbardata). La coppia fu incrementata nuovamente fino a raggiungere il ragguardevole valore di 385 N·m, mentre la potenza rimase ufficialmente invariata a 280 CV. Su determinate prove su strada, la Evo VII era in grado di tener testa a diverse supercar, soprattutto in condizioni stradali sfavorevoli come strade di montagna o le cosiddette "tutte curve".
La Evo VII vide per la prima volta l'introduzione di un cambio automatizzato nella versione denominata GT-A che era caratterizzata anche da diverse modifiche estetiche, la più evidente delle quali era l'adozione di un alettone posteriore di dimensioni ben più piccole rispetto alla GSR e che verrà ripreso anche nella Evo VIII da 265 CV (la versione Europea). Anche la presa d'aria anteriore sul cofano era sparita, e i fanali anteriori furono leggermente modificati.
Gli interni prevedevano diversi optional di valore, come i sedili Recaro in pelle o maniglie cromate alle porte (di serie), un differente pannello degli strumenti che permetteva anche di vedere la marcia selezionata. La GT-A aveva anche diversi pannelli fonoassorbenti installati dalla Mitsubishi per un maggiore comfort acustico. Il cambio automatico a 5 marce, denominato dalla Mitsubishi "fuzzy logic" si adattava, secondo la casa, allo stile di guida del pilota, variando la scalata e la salita delle marce di volta in volta. Era comunque possibile selezionare le marce manualmente tramite dei paddles dietro al volante o alla leva tradizionale. La potenza di questa versione era diminuita, a causa dell'adozione dell'automatico, di 8 CV (a 272 CV).

### Evolution VIII

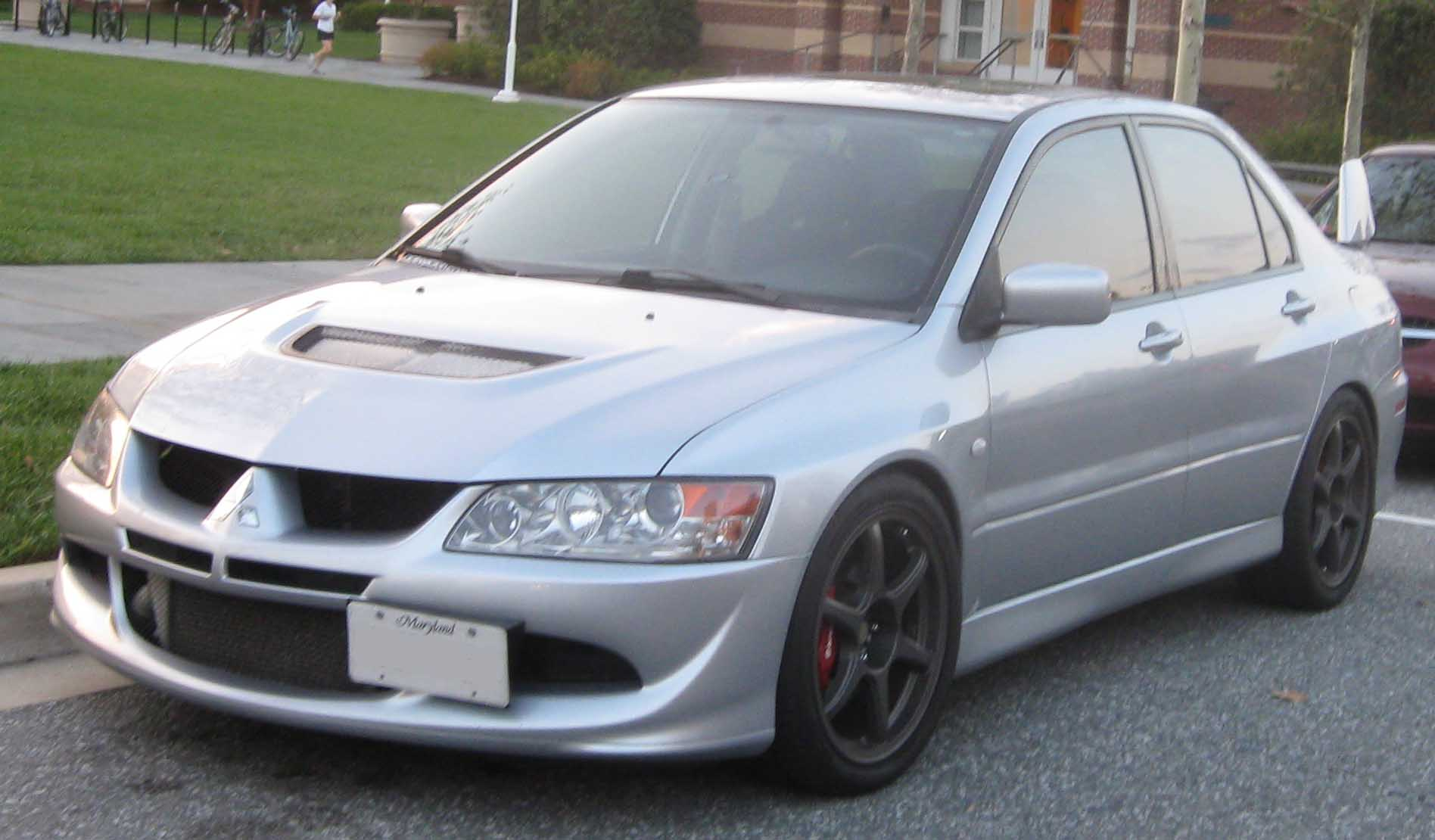
La Evolution VIII

La Evolution fu cambiata nuovamente nel 2003: stavolta gli aggiornamenti maggiori furono l'adozione del Super AYC (Active Yaw Control, Controllo Attivo dell'Imbardata) e l'adozione, per la prima volta, di un cambio manuale a 6 marce. Era disponibile con un motore da 280 CV (206 kW) in tre allestimenti: GSR, RS, MR. La RS prevedeva l'adozione di un nuovo differenziale anteriore a scorrimento limitato.
La vera novità fu indubbiamente la nascita della versione MR (Mitsubishi Racing). Essa era nata in risposta alla Impreza Spec C, che i vertici stessi della Mitsubishi definirono "un'ottima vettura da rally". Con la MR, la casa dei tre diamanti decise di tornare avanti in termini di prestazioni corsaiole. Era dotata di sospensioni Bilstein che permettevano un maggiore feeling di guida e tenuta stradale. Molte componenti, tra le quali il tetto e il cofano, furono realizzati in alluminio, per un maggiore contenimento dei pesi e, nel caso del tetto, per abbassare il centro di gravità, una mossa necessaria a diminuire il naturale rollio della vettura. Dettagliati miglioramenti furono compiuti anche sull'elettronica che gestisce la trazione integrale della Mitsubishi, ovvero l'ACD (Active Central Differential, Differenziale centrale attivo), il Super AYC e l'ABS (definito dalla Mitsubishi "Sport"). La versione MR fu utilizzata per la preparazione di macchine da corsa temibili, come la serie FQ creata dalla Ralliart inglese (dalla 320 alla 400, in base alla potenza). Alcune fonti ritengono che FQ stia per "Fucking Quick", ovvero "Dannatamente veloce". In effetti, in una prova sostenuta dalla popolare trasmissione inglese Top Gear, una di queste Lancer riesce a mettere in difficoltà una Lamborghini Murciélago.
La FQ400 preparata da UK Ralliart era in grado di esprimere, dal solito motore 2.0 L turbo 4G63, una potenza di 402 CV, per una potenza specifica di 201 CV/l, il che ne fa uno dei più alti valori di sempre per un motore stradale.
La Lancer VIII fu anche la prima Evo ad essere venduta negli Stati Uniti. I vertici Mitsubishi decisero di importarla solo in seguito al grande successo che ottenne negli anni precedenti l'acerrima rivale Impreza. Comunque, la versione statunitense era ben differente dalla GSR giapponese: cambiavano decisamente gli interni, molto più minimalisti, e soprattutto non era presenta alcun controllo dell'imbardata. Solo la versione 2004 RS montava un differenziale anteriore elicoidale e il cambio manuale a 6 marce.
Anche la versione importata in Italia e in Europa (Gran Bretagna esclusa) era decisamente differente rispetto alla versione giapponese: cambiava la potenza del motore, che si riduceva a 265 CV, l'alettone posteriore non era alto ma di dimensioni ben minori, anche se l'ACD era sempre presente così come il Super AYC.
Come di consuetudine, la versione GSR era la pluriaccessoriata, mentre la RS era la prontocorsa del lotto.

### Evolution IX

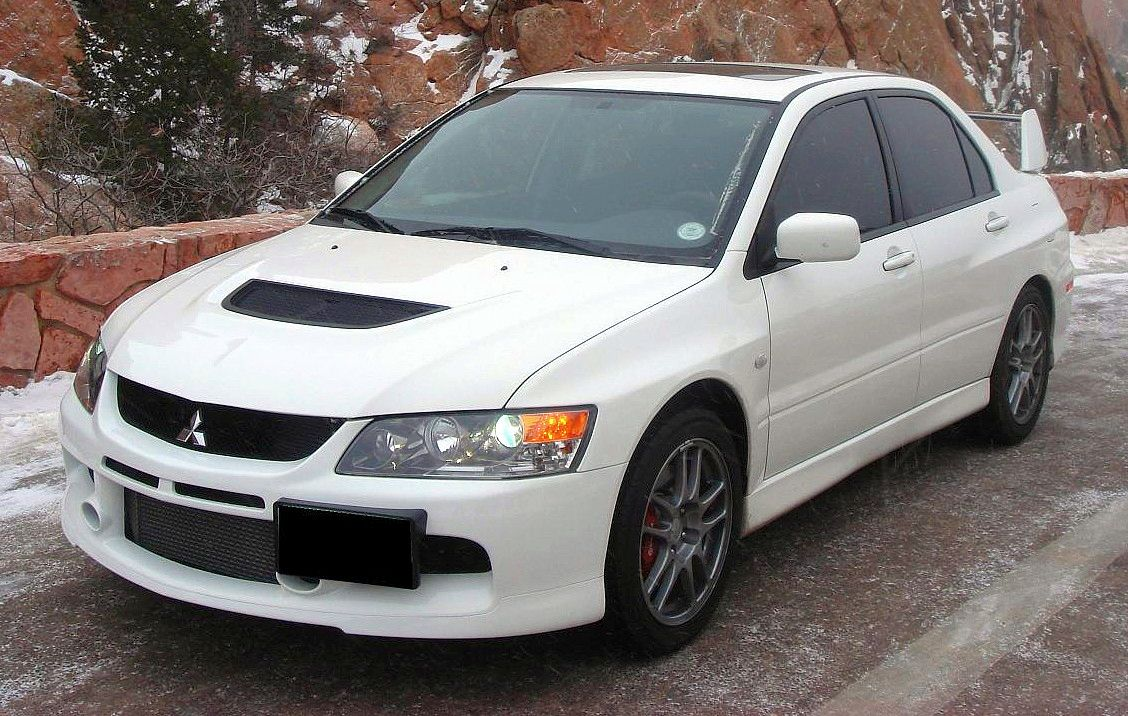
Evolution IX

MMC presentò la Lancer Evolution IX nel marzo del 2005 in Giappone. Lo stesso giorno, il 3, la esibì anche nel salone di Ginevra per il mercato europeo. Il mercato Nordamericano dovette aspettare un mese prima di ammirarla al salone di New York.
Il motore 2.0 litri subiva, con l'ingresso della nuova versione, l'adozione del sistema MIVEC (Mitsubishi Innovative Valve timing Electronic Control system, Sistema elettronico dell'alzata della valvole Mitsubishi) e garantiva la potenza ufficiale di 280 CV, e una coppia di 392 N·m (355 per il mercato europeo a causa dell'adozione delle prerogative per rispettare le norme Euro 4). In Europa, la Lancer era disponibile in tre versioni, la GSR, la RS e la GT.
La GSR era, al solito, la più accessoriata, tanto da "permettersi" la presenza di un climatizzatore automatico, il cambio manuale a 6 marce, il sistema Super AYC (migliorato ancora una volta rispetto alla Evo VIII), il tetto in alluminio. La RS, come la GT, aveva un cambio manuale a 5 marce con rapporti ravvicinati, il tetto in alluminio, interni decisamente minimalisti, la turbina in titanio per le corse (garantisce una maggiore risposta anche a bassi giri e una ripresa migliorata). Con la differenza che la GT aveva interni ispirati alla GSR.
La Lancer Evolution IX fu costruita anche in versione station wagon: aveva lo stesso frontale della Evo, mentre dietro era ispirata alle Lancer di serie più tranquille, con il taglio netto della coda. Di questo modello furono introdotte due versioni: la GT, con cambio manuale a 6 marce, e la GT-A, che riprendeva il cambio automatico della Evo VII GT-A con 5 marce.
Un importante prototipo su base Evolution IX fu la Evolution MIEV che, basata sul pianale della tradizionale Evo, aveva 4 motori elettrici collegati uno per ruota. I motori della MIEV presentavano una innovazione rispetto al classico motore elettrico adottato anche da altre vetture: era basato su un sistema che posizionasse il rotore all'esterno dello statore, cioè esattamente il contrario della posizione classica. In totale, i motori della MIEV garantivano la potenza di 275 CV, più o meno l'equivalente della versione a benzina classica. Da notare che partecipò anche allo Shikoku EV (Electric Vehicle) Rally 2005.
Nel 2006 è stata realizzata la versione MR. Essa presenta un assetto più rigido, un nuovo propulsore 2.0 turbo da 280 cv, nuovi cerchi in lega, nuove rifiniture interne e una presa d'aria anteriore maggiorata. La vettura, assemblata anche in versione station wagon, è costruita in due versioni: GSR ed RS. La prima è dotata di cambio manuale a sei marce e coppia di 400 Nm, la seconda di cambio manuale a cinque rapporti e coppia di 407 Nm.

### Evolution X

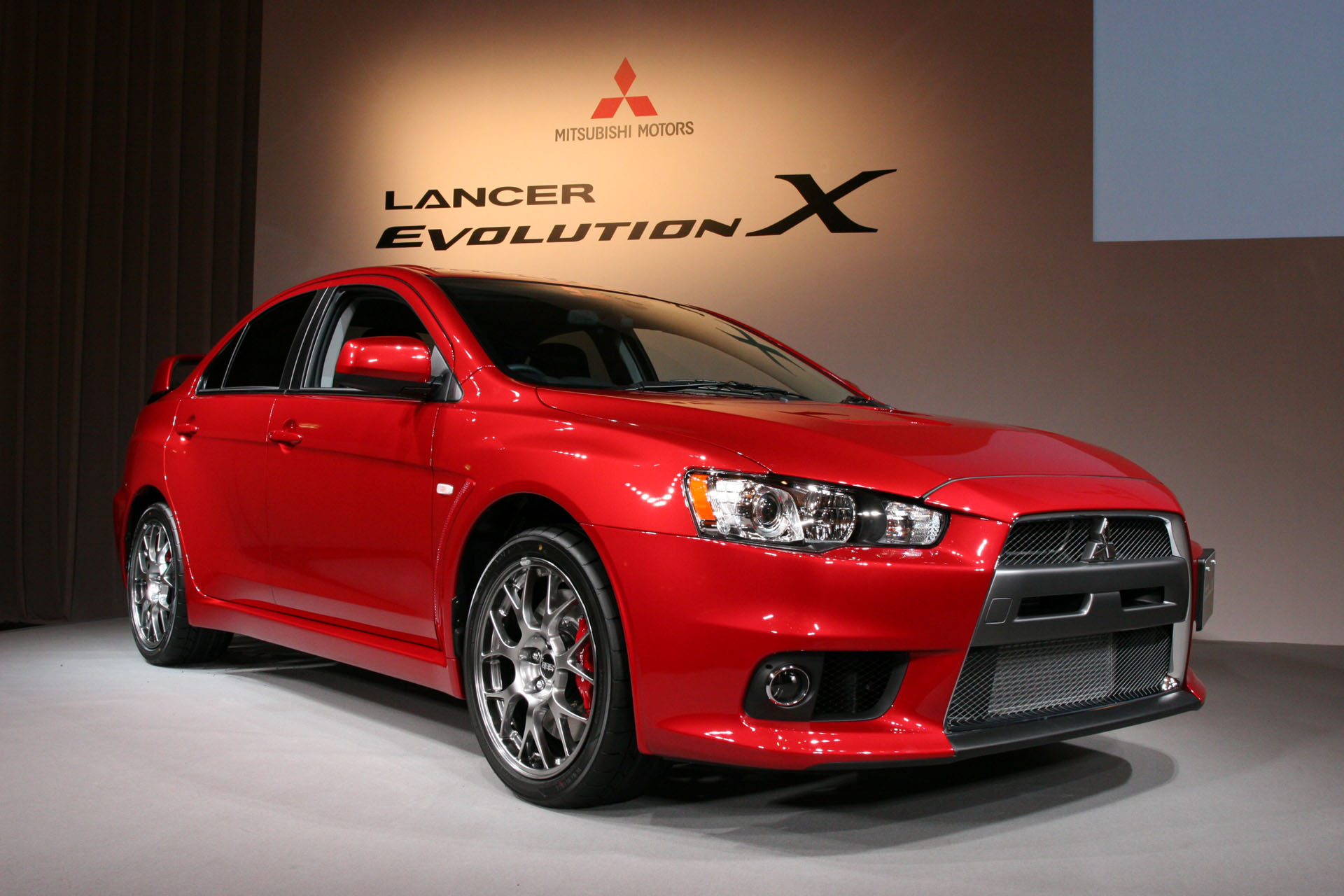
La Evolution X

Al Tokyo Motor Show del 2005 Mitsubishi presentò la Concept X, che anticipava le linee della Evo X, rimarcate al salone NAIAS (North American International Auto Show) nel 2007 con la concept Prototype X.
La Lancer Evolution X, basata sul pianale Mitsubishi GS è dotata di un motore 2.0 L del tutto nuovo denominato 4B11 T (che sta per turbo). La vettura è dotata anche di una nuova versione del sistema AWC, chiamato Super AWC che garantisce la giusta quantità di coppia ad ogni ruota per adattarla alla condizione di rotolamento.
Un'altra importante novità della Evo X è la presenza, sulla versione GSR, di un cambio semiautomatico con tanto di cambio al volante (palette in magnesio). La versione RS avrà, in ogni caso, il classico manuale a 5 marce.
La commercializzazione della Evo X è iniziata il 1º ottobre 2007 per il Giappone (novembre per la versione Twin Clutch, cioè doppia frizione), a gennaio 2008 per il mercato statunitense, febbraio per il canadese (prima assoluta per la Evolution), marzo per il mercato europeo.
Le versioni previste sono 3:
- GSR: con cambio manuale a 5 marce o semiautomatico con doppia frizione a 6 marce, pneumatici 245/40R18 con cerchi in lega della Enkei. A sua volta, sarà possibile scegliere la GSR in quattro combinazioni diverse:
  - High Performance: con ammortizzatori Bilstein e molle Eibach, pneumatici ad alto grip
  - Stylish Exterior: con finiture cromate per la griglia anteriore, parafanghi verniciati, fendinebbia
  - Leather Combination Interior: interni in pelle
  - Premium Package: i tre sopracitati più cerchi alleggeriti della BBS
- RS: cambio manuale a 5 marce, alleggerita di tutto ciò che non è indispensabile
- FQ-400: Cambio manuale a 5 marce, stesso motore 2.0 litri, rivisitato dalla ADR motorsport, per ordine della Mitsubishi. Questo restyling ha portato una turbina ad alte temperature, un nuovo intercooler, nuovo albero di trasmissione e valvole del motore, un cambiamento che porta il "piccolo" 2.0 L a generare ben 403 cavalli, e una coppia di torsione di 550 nm disponibile dai 3.500 giri fino a 7.700 con un regime di rotazione massimo di 8.500 giri. L'accelerazione bruciante la porta da 0 a 100 km/h in 3,8 secondi. L'elettronica, con il S-AWC gestisce il controllo della trazione su qualsiasi fondo stradale. Molle Eibach e ammortizzatori Bilstein si abbinano al nuovo impianto frenante con dischi in lega di alluminio aerospaziale e carbonio con pinze carbo-ceramiche. Rivisitata anche l'estetica con nuove prese d'aria sul cofano, spoiler anteriori e diffusori posteriori in carbonio. Il vortex generator è l'ultima innovazione, per allontanare l'aria dalla parte alta del veicolo e ridurre l'attrito a basse velocità. All'interno stesso allestimento della versione RS, con l'aggiunta di sedili Recaro e inserti in alluminio con la scritta " FQ-400 ". La personalizzazione permette le cinture a 5 o 6 punti d'aggancio nei sedili anteriori Recaro.

Un esemplare della X è stato trasformato in autopattuglia ad alte prestazioni della polizia della contea del South Yorkshire, nel Regno Unito.
Nel 2015 l'auto esce definitivamente dai listini globali con la versione Final Edition, realizzata in soli 1600 esemplari.

## Proton Pert
La Mitsubishi Lancer Evolution, sia in versione stradale che sportiva, è stata prodotta in Malesia su licenza dall'azienda Proton, che l'ha denominata Pert.

## Motorizzazioni
| Modello             | Disponibilità | Motore  | Cilindrata (cm³) | Potenza         | Coppia Massima (Nm) | Emissioni CO2 (g/Km) | 0–100 km/h (secondi) | Velocità max (Km/h) | Consumo medio (Km/l) |
| 2.0 Turbo GSR       | dal 2005      | Benzina | 1998             | 217 kW (295 Cv) | 366                 | 243                  | 5.4                  | 240                 | 9.8                  |
| 2.0 Turbo MR TC-SST | dal 2005      | Benzina | 1998             | 217 kW (295 Cv) | 366                 | 250                  | 6.3                  | 242                 | 9.5                  |
| 2.0 Turbo FQ-400    | dal 2011      | Benzina | 1998             | 300 kW (408 Cv) | 550                 | nd                   | 3.8                  | 250 (autolimitata)  | nd                   |